# Rik Branson
Henri (Rik) Branson (Meldert, 7 februari 1944) is een Belgisch voormalig bankier. Hij was van 1992 tot 2007 voorzitter van het directiecomité van de Groep Arco.

## Levensloop
Rik Branson liep school aan het Onze-Lieve-Vrouwecollege in Tienen en studeerde algemene economische wetenschappen aan de Katholieke Universiteit Leuven. Van 1967 tot 1971 was hij assistent aan het Centrum voor Economische Wetenschappen aan deze universiteit. Van 1971 tot 1975 was hij adviseur bij het West-Vlaams Economisch Studiebureau en van 1975 tot 1980 kabinetsadviseur van minister van Vlaamse Aangelegenheden Rika De Backer. Van 1980 tot 1989 werkte hij bij de Gewestelijke Investeringsmaatschappij voor Vlaanderen.
In 1989 werd hij lid van het directiecomité van de Groep C, later tot de Groep Arco omgedoopt, waarvan hij in 1992 voorzitter van het directiecomité werd. Francine Swiggers volgde hem in 2007 op. Vanuit deze hoedanigheid bekleedde hij tevens bestuursmandaten bij Dexia, Bacob en DVV. Verder was hij:
- lid van het nationaal en dagelijks bestuur en nationaal schatbewaarder van het ACW,
- censor van de Nationale Bank van België,
- lid van de Senaat van de KU Leuven,
- lid van de raad van bestuur en algemene vergadering van het Ziekenhuis Heilig Hart in Tienen,
- lid van het thesauriecomité van de Participatiemaatschappij Vlaanderen.

Bij zijn vertrek als Arco-topman in 2007 werd zijn naam aan de KU Leuven-leerstoel Civil Society verbonden.
In 2022 publiceerde hij een tweedelig boek over de geschiedenis van zijn geboortedorp Meldert.